# Santo Tirso
Santo Tirso (uttal: [ˈsɐ̃tu ˈtiɾsu]
 ( lyssna)) är en stad och kommun i norra Portugal.                                                                                                 Den ligger 24 km nordost om Porto, vid floden Aves södra strand.
Staden är ett stort textilcentrum.
Staden har cirka 14 000 invånare, och är huvudorten i Santo Tirso-kommunen, vilken ingår i Porto-distriktet, och är också en del av Área Metropolitana do Porto.
Kommunen har 71 530 invånare (2020) och en yta på 136 km².

## Freguesias
Santo Tiorso består av 14 freguesias (kommundelar).

- Agrela
- Água Longa
- Areias, Sequeiró, Lama e Palmeira
- Carreira e Refojos de Riba de Ave
- Lamelas e Guimarei
- Monte Córdova
- Rebordões
- Reguenga
- Roriz
- Santo Tirso, Couto (Santa Cristina e São Miguel) e Burgães
- São Tomé de Negrelos
- Vila das Aves
- Vila Nova do Campo
- Vilarinho

## Vänorter
- Celanova,  Spanien
- Cantagalo,  São Tomé och Príncipe
- Alcázar de San Juan,  Spanien
- Gross Umstadt,  Tyskland
- Saint-Péray,  Frankrike
- Macôn,  Frankrike
- Clichy-la-Garenne,  Frankrike